# Si Shut Hau
Si Shut Hau (Oosterend, 19 maart 1991) is een Nederlands voetballer die van 2008 tot 2014 voor sc Heerenveen in de Eredivisie Vrouwen speelde en tevens tot 2015 de meeste clubwedstrijden voor sc Heerenveen(vrouwenvoetbal) heeft gespeeld. Sinds 2015 speelt Hau zaalvoetbal voor ZVV Avanti.

## Carrière
De voetbalcarrière van Hau voerde haar langs de amateurverenigingen VV WZS, VV Sneek, VV TOP `63 en ONS Sneek totdat ze in 2008 bij sc Heerenveen terechtkwam. Zodoende kwam ze in de Eredivisie Vrouwen terecht, welke een jaar daarvoor van start was gegaan. In haar eerste seizoen speelde Hau elf wedstrijden, maar scoorde niet. Dat lukte wel in haar tweede seizoen. Ze speelde toen negen wedstrijden voor de Friezen en trof eenmaal doel. In 2018 heeft Hau besloten bij Sneek Wit Zwart aan te sluiten, waar zij tot op heden nog speelt. In 2019 nam Hau afscheid van Zvv Avanti en heeft er voor gekozen om samen met de talenten van Sneek Wit Zwart ook in de zaal te gaan spelen. Hier speelt zij tot op heden ook nog steeds.

## Familie
Si Shut Hau is geboren in een groot gezin in Oosterend (Littenseradiel) en verhuisde in 1993 naar Sneek. Zij heeft 3 oudere zussen en 1 jonger broertje. Haar vader is geboren in Hong Kong en haar moeder in Duitsland. In 2022 is zij moeder geworden van een tweeling.

## Statistieken
| Seizoen | Club          | Land      | Competitie | Wedstrijden | Doelpunten |
| ------- | ------------- | --------- | ---------- | ----------- | ---------- |
| 2008/09 | sc Heerenveen | Nederland | Eredivisie | 11          | 0          |
| 2009/10 | sc Heerenveen | Nederland | Eredivisie | 9           | 1          |
| 2010/11 | sc Heerenveen | Nederland | Eredivisie | 21          | 1          |
| 2011/12 | sc Heerenveen | Nederland | Eredivisie | 15          | 1          |
| Totaal  | Totaal        | Totaal    | Totaal     | 56          | 3          |

Laatste update 14 mei 2012 13:37 (CEST)
1 Resink ·
3 Meijer ·
4 Smits ·
5 Teijema ·
6 Schouwstra ·
8 De Haas ·
9 Maatman ·
10 Van Beijeren ·
11 Iedema ·
12 Appelmann ·
13 Van Rheenen ·
14 Van Vilsteren ·
15 Macleane ·
15 Brouwer ·
16 Nassette ·
17 Udink ·
18 Kerkhof ·
20 Stockmar ·
21 Maass ·
22 Thurkow ·
24 Werther ·
25 Zwart ·
25 Speek ·
30 Faber ·
32 Van der Velde ·
36 Biegbudu ·
38 Hiemstra ·
Coach: Tarvajärvi